# Abadan
Abadan (Perzisch:آبادان) is een stad in de provincie Khūzestān in Iran die gebouwd is op een eiland in de Arvandrud-rivier. De Arvandrud wordt gevormd door het samenvloeien van de waterlopen Tigris en Eufraat. De stad Abadan ligt in de Iraanse olieproducerende regio Khoezistan en is 53 kilometer verwijderd van de Perzische Golf in het uiterste zuidwesten van Iran. Het bevolkingsaantal bedroeg 213.000 personen in 2011.

## Ligging
Abadan is vernoemd naar Abbad, een lid van de dynastie der Abbasiden die de stad stichtte in de 8e eeuw. Abadan was oorspronkelijk bedoeld als havenstad tussen rivier (de Arvandrud is het laatste, gezamenlijke stuk van Eufraat en Tigris) en zee. 

## Geschiedenis

### Cinema Rex
Op 20 augustus 1978 werden de in- en uitgangen van bioscoop Cinema Rex geblokkeerd en werd er brand gesticht waarbij 430 personen om het leven kwamen. Tot op de dag van vandaag is het onduidelijk wat er precies gebeurde, maar aangenomen wordt dat de Iraanse overheid onder Sjah Mohammad Reza Pahlavi met opzet het theater in brand heeft gestoken om een aantal dissidenten te vermoorden. Deze actie resulteerde in massademonstraties tegen de toch al impopulaire Sjah.

### Irak-Iranoorlog
In september 1980 werd Abadan bijna veroverd door Irak. Dit was het begin van de Irak-Iranoorlog. Het beleg rond de stad duurde achttien maanden, maar de stad werd nooit door de Irakezen veroverd.

## Abadan-raffinaderij

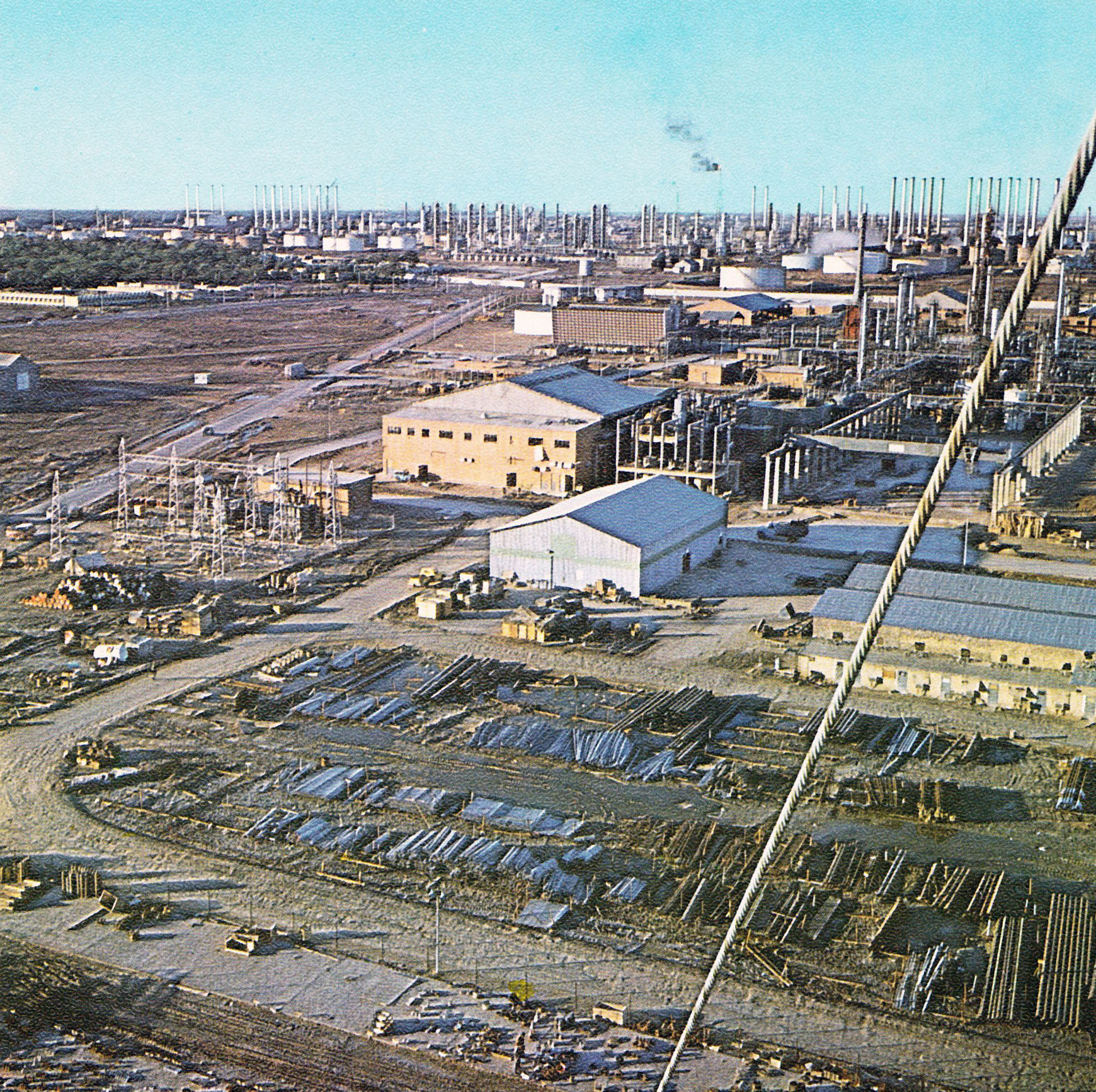
Abadan-raffinaderij

Op 26 mei 1908 werd in Iran de eerste olie aangeboord bij Masjedsoleiman. Er bleek een gigantisch olieveld te liggen waardoor de bouw van een raffinaderij commercieel interessant was. In 1909 werd de Anglo-Persian Oil Company opgericht met de olie in Iran als belangrijkste bezit. Anglo-Persian liet een ruim 220 kilometer lange pijplijn aanleggen om de olie te transporteren naar Abadan waar tankers konden aanmeren om de olieproducten af te voeren. In juli 1912 was de raffinaderij gereed. Tijdens de Irak-Iranoorlog werd de raffinaderij zwaar beschadigd door bombardementen van de Iraakse luchtmacht. Na het herstel van de oorlogsschade is de capaciteit tegenwoordig zo'n 400.000 vaten olie per dag. De raffinaderij is nu in handen van het staatsbedrijf National Iranian Oil Refining and Distribution Company (NIORDC).

## Geboren
- Isa Saharkhiz (1954), journalist
- Hossein Vafaei (1994), snookerspeler